# Boserebia
De boserebia (Erebia ligea) is een vlinder uit de onderfamilie Satyrinae (zandoogjes en erebia's). Het is de typesoort van het geslacht Erebia.
De boserebia heeft twee verspreidingsgebieden. Het noordelijke loopt van Scandinavië tot de Baltische staten en het zuidelijke van oostelijk Frankrijk tot de Balkan. In Nederland en België wordt de boserebia alleen als dwaalgast aangetroffen.

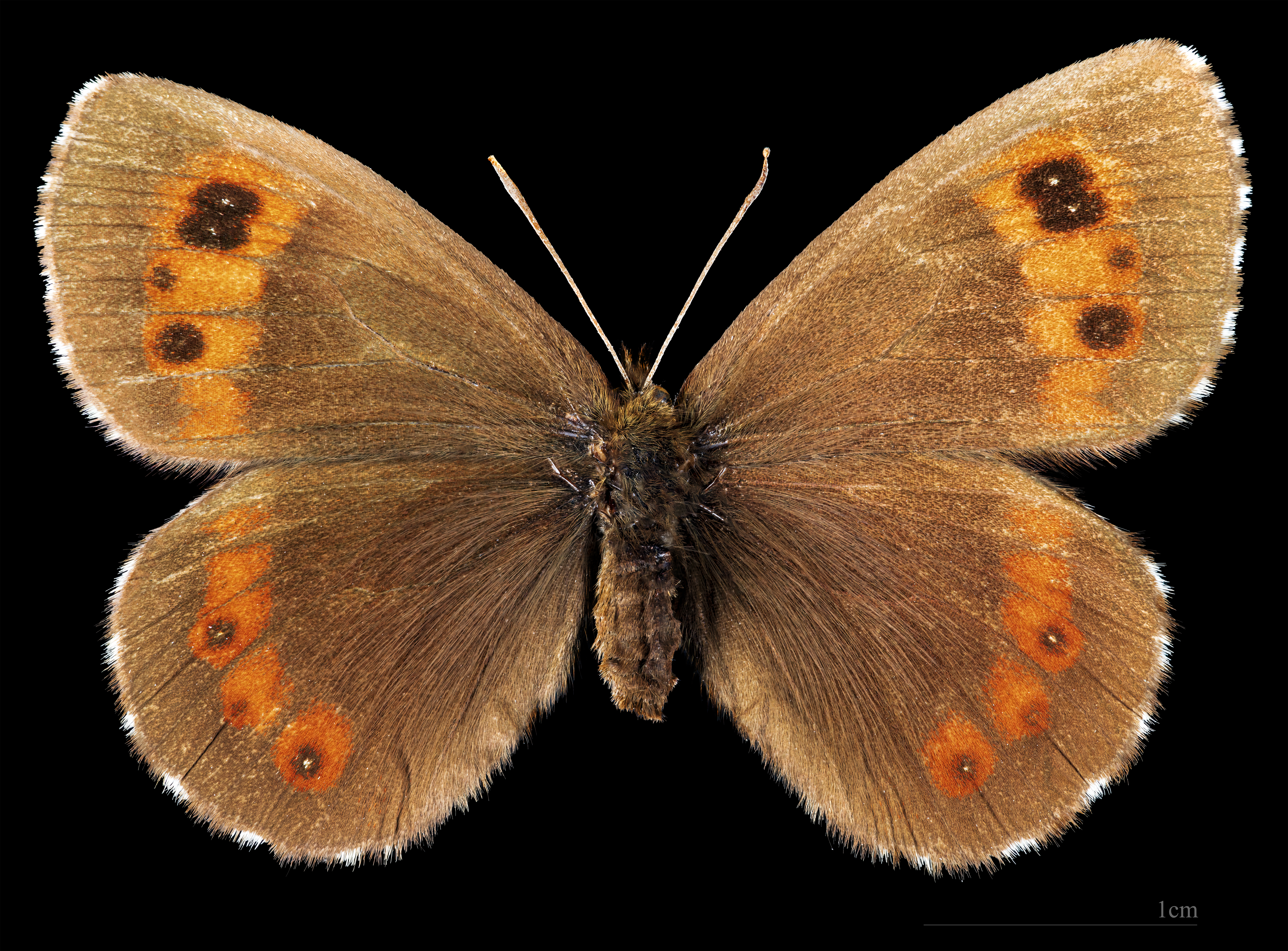
Erebia ligea ligea ♀
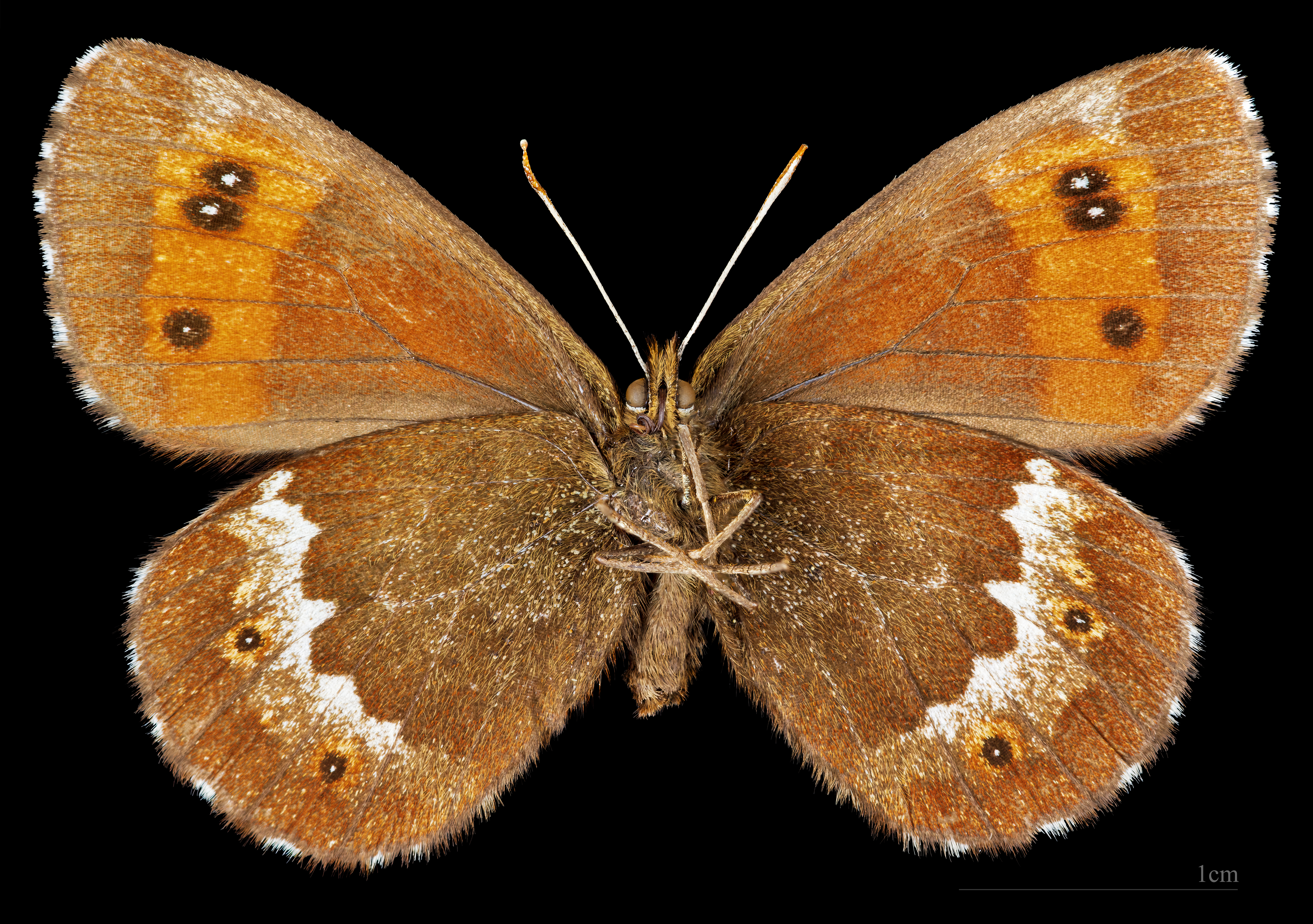
Erebia ligea ligea  ♀ △

Als leefgebied geeft de vlinder de voorkeur aan bloemrijke plekken in gemengde of naaldbossen.
De vliegtijd is van juni tot en met augustus.
De levenscyclus duurt twee jaar. De rupsen kruipen na de overwintering, in het vroege voorjaar, pas uit het ei.